# Konståret 1937

## Händelser

### Okänt datum
- Konstnärernas riksorganisation (KRO) grundas.
- Statens konstråd inrättades.
- Guggenheimmuseet i New York invigs.
- Wilhelm Morgner stämplas av nazistiska bedömare som degenererad och 94 verk beslagtas från 16 konstmuseer runt om i Tyskland.

## Verk
- Pablo Picasso målar Guernica.

## Utställningar
- 18 juli – Den nationalsocialistiska utställningen med föredömlig konst kallad Große Deutsche Kunstausstellung öppnar i Münchens nybyggda och samtidigt invigda Haus der Deutschen Kunst.
- 19 juli – Den nationalsocialistiska utställningen med fördömd konst benämnd Entartete Kunst öppnar i Münchens Hofgarten.

## Födda
- 8 april – Hanns Karlewski, svensk konstnär.
- 1 maj – Ole Lynggaard, dansk smyckedesigner.
- 3 juni – Henrik Allert, svensk skulptör och keramiker.
- 4 juli – Haukur Halldórsson, isländsk konstnär.
- 7 juli – Bo Alström, svensk konstnär.
- 9 juli – David Hockney, brittisk-amerikansk konstnär.
- 12 juli – Sven-Bertil Svensson, svensk konstnär.
- 31 juli – Jan Håfström, svensk konstnär.
- Augusti – Robert Fraser (död 1986), brittisk konsthandlare och gallerist.
- 11 september – Erik Dietman (död 2002), svensk-fransk konstnär.
- 22 september – Britt-Marie Christoffersson, svensk textilformgivare och en av grundarna av 10-gruppen.
- 22 september – Camilla Mickwitz (död 1989), finländsk grafiker, animatör och författare.
- 29 september – Lehån, signatur för Lars-Erik Håkansson, svensk illustratör.
- 7 oktober – Hans Normann Dahl, norsk målare, grafiker, tidningstecknare och illustratör.
- 11 oktober – Lars Hillersberg (död 2004), svensk konstnär och satiriker.
- 18 oktober – Kerstin Öhlin-Lejonklou, svensk silversmed.
- 19 november – Hans Jákup Glerfoss, färöisk konstnär och författare.
- 7 december – Kaffe Fassett, amerikansk konstnär.
- 16 december – Edward Ruscha, amerikansk konstnär.
- 17 december – Björn Lövin, svensk konstnär.
- 21 december – Harald Lyth, svensk konstnär.
- 22 december – Jöran Nyberg (död 2012), svensk konstnär.

## Avlidna
- 18 februari – Anna Cassel (född 1860), svensk konstnär.
- 7 mars – Hilda Kristina Gustafson-Lascari (född 1885), svensk skulptör.
- 11 juni – Herbert von Reyl-Hanisch (född 1898), österrikisk målare
- 17 september – Ernst Wilhelm Nilsson (född 1892), svensk målare, tecknare, grafiker.
- 20 oktober - Harald Slott-Møller (född 1864), dansk målare
- 15 november – Eero Järnefelt (född 1863), finländsk målare.
- 20 november – Frans Wilhelm Odelmark (född 1849), svensk konstnär.